# サンギヘ諸島
サンギヘ諸島はインドネシア北東部の諸島。セレベス海とモルッカ海峡に挟まれた位置にあり、南北に連なっている。南にスラウェシ島、北東にタラウド諸島がある。主島は北部にあるサンギル島であり、南部にシアウ・タグランダン・ビアロなどがある。南部はシタロ諸島と呼ばれることがある。
サンギル島にはアウ火山（1,320m）があり、2004年に噴火している。シアウ島にはカランゲタン火山（1,827m）があり、2011年や2013年に噴火。タグランタンから海峡を挟んだ南側にあるルアング火山（英語版 725m）では、2024年4月に大規模な噴火が発生している。
行政面では北スラウェシ州に属しており、北部がサンギヘ諸島県、南部がシアウ・タグランダン・ビアロ県となっている。主な町はサンギヘ島のタフナ。港およびナハ空港がある。